# 존스턴의 기관
존스턴의 기관 (Johnston's organ)은 곤충강의 더듬이 속 소경 (두 번째 부분)에서 발견되는 감각 세포의 집합체이다. 존스턴의 기관은 편모 (세 번째이자 일반적으로 마지막 더듬이 부분)의 움직임을 감지한다. 이는 각각의 기계감각 척색 신경세포를 포함하는, 그릇 모양으로 배열된 현음감각기로 구성되어 있다. 현음감각기의 수는 종에 따라 다르다. 동족류에서 존스턴의 기관에는 25 - 79개의 현음감각기가 있다. 존스턴의 기관의 존재는 곤충강을 속입틀군에 속하는 다른 육족류와 구분하는 정의적인 특징이다. 존스턴의 기관은 의사이자 아시리아 학자인 크리스토퍼 존스턴의 아버지인 의사 크리스토퍼 존스턴의 이름을 따서 명명되었다.